# Colobothea seriatomaculata
Colobothea seriatomaculata es una especie de escarabajo longicornio del género Colobothea, categorizada en la tribu Colobotheini, de la subfamilia Lamiinae. Fue descrita por Zajciw en 1962.

## Descripción
Mide 14-14,5 mm de longitud.

## Distribución
Se distribuye por Argentina, Brasil y Paraguay.